# Place du Calvaire
Der Place du Calvaire ist ein Platz im 18. Arrondissement von Paris am Südhang des Montmartre Hügels.

## Lage
Der Platz ist eigentlich eine Terrasse von etwa 40 m Länge. Diese beginnt dort, wo eine Abzweigung des Place du Tertre in die Treppenstraße Rue du Calvaire mündet und führt zur Rue Poulbot.

## Namensursprung
Der Platz bekam seinen Namen, als ein Calvaire nahe der Église Saint-Pierre de Montmartre errichtet wurde.

## Geschichte
Dieser Terrassen–Platz hieß in der ehemaligen Gemeinde Montmartre «Place Sainte–Marie» und wurde unter diesem Namen am 23. Mai 1863 in das Pariser Straßenverzeichnis aufgenommen. Am 10. November 1873 erhielt der Platz den heutigen Namen. 1970 wurde er zur Rue Poulbot verlängert.

## Sehenswürdigkeiten
Das Haus Nr. 1 ist nach dem Lithografen Maurice Neumont benannt und wurde 1905 vom Architekten Louis Brachet von einem einfachen Pavillon zu dem heutigen Haus umgebaut. Auch der Maler und Graveur Louis Icart lebte hier. Maurice Neumont starb 1930 und Louis Icart 1950 in dem Haus, woran Plaketten erinnern.
2020 ließ die Pariser Stadtverwaltung den Platz und das Pflaster darauf restaurieren. Ein Jahr später wurde eine 120 Jahre alte Glyzinie unter dem Vorwand entfernt, sie sei abgestorben. Dies bestritten Umweltverbände und Anwohner und versicherten, dass der Baum angefangen habe auszuschlagen. Es handelt sich hier um eine Art „Kultobjekt“, denn es umwucherte das Traditionslokal Chez Plumeau. Etwas später wurde eine neue Glyzinie gepflanzt, aber ein 90 Jahre alter Baum wurde entfernt. Dieser Vorgang entfachte eine große Diskussionswelle.

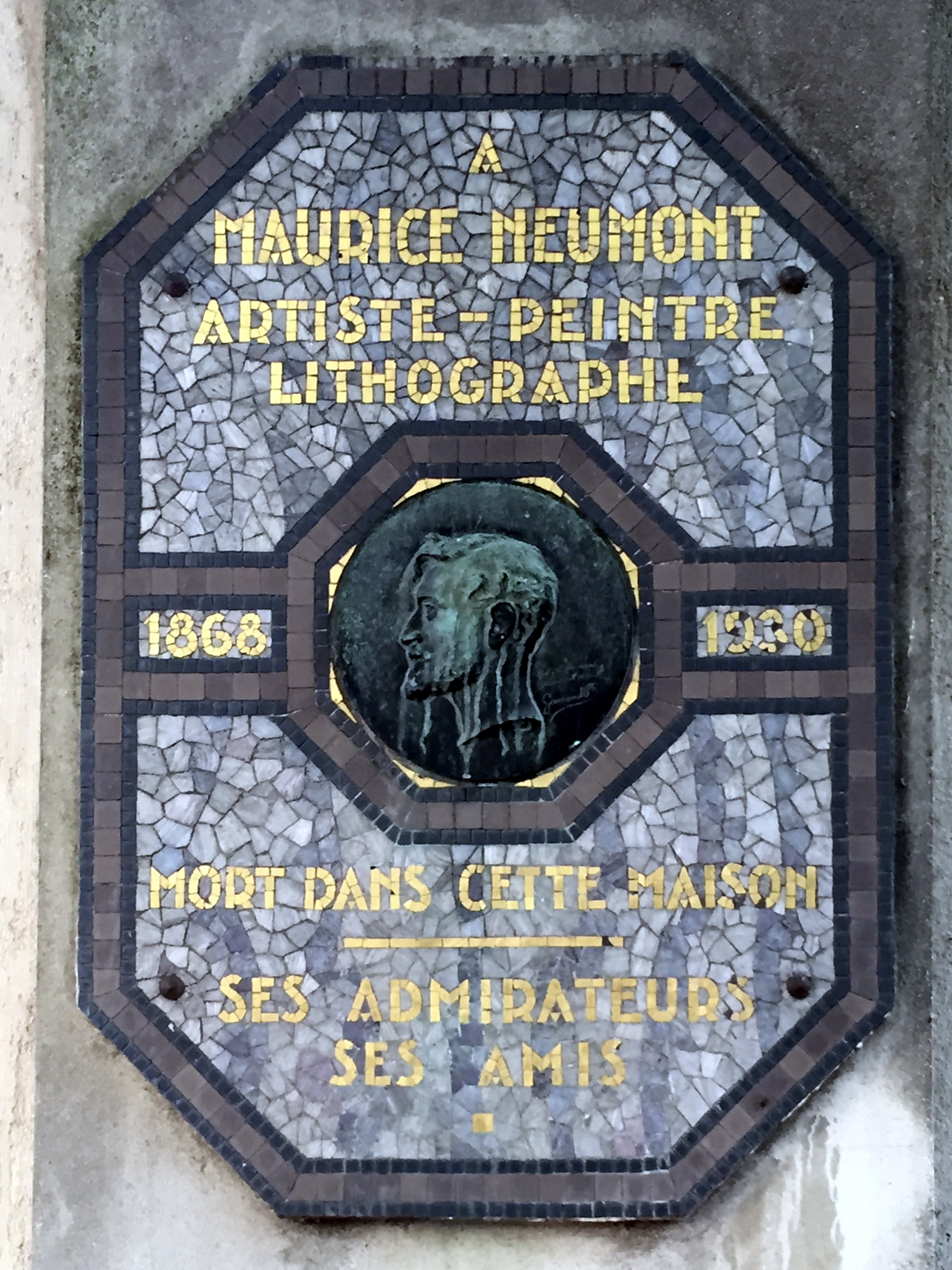
Plakette Maurice Neumont
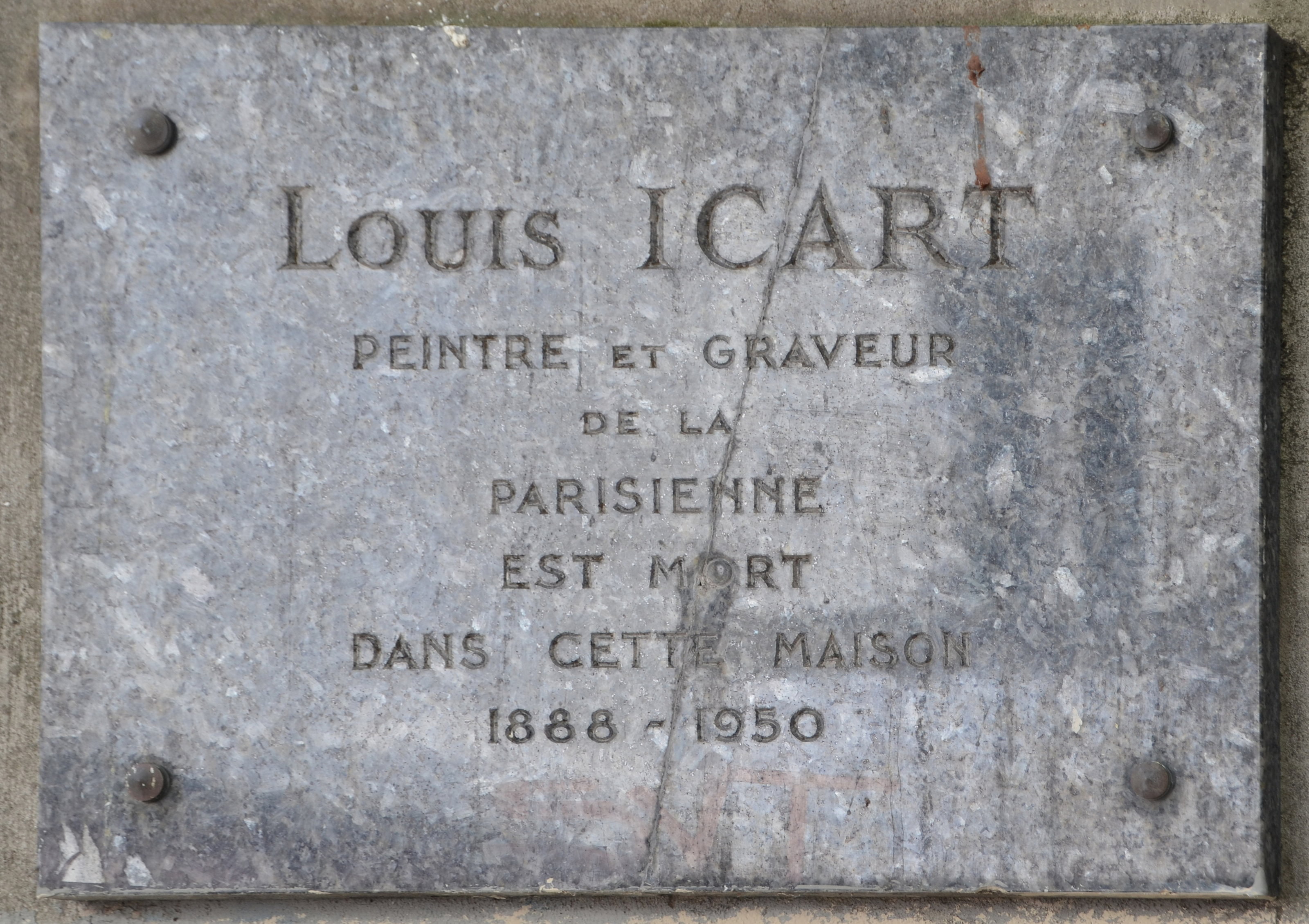
Plakette Louis Icart
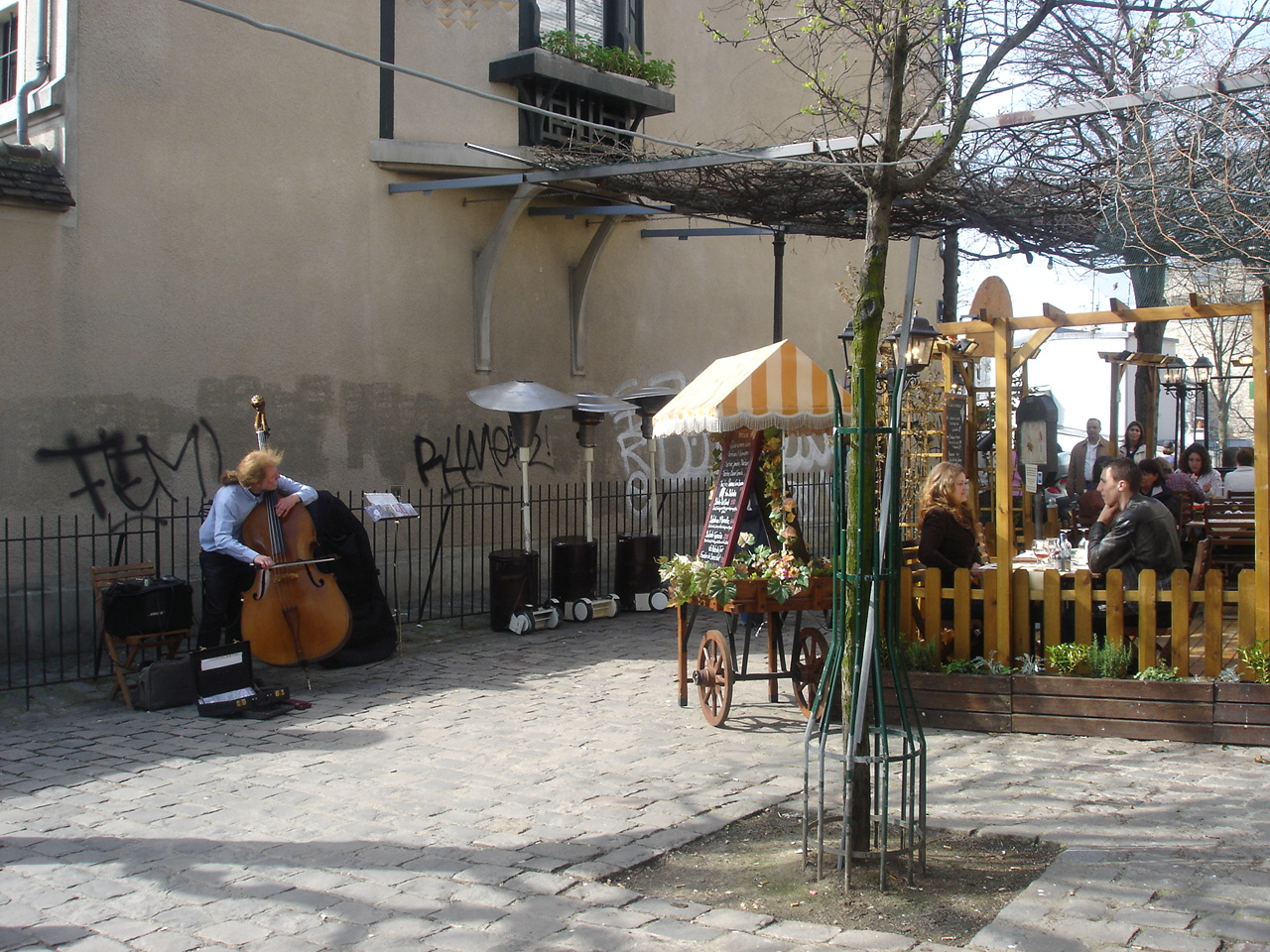
Musiker auf der Terrasse
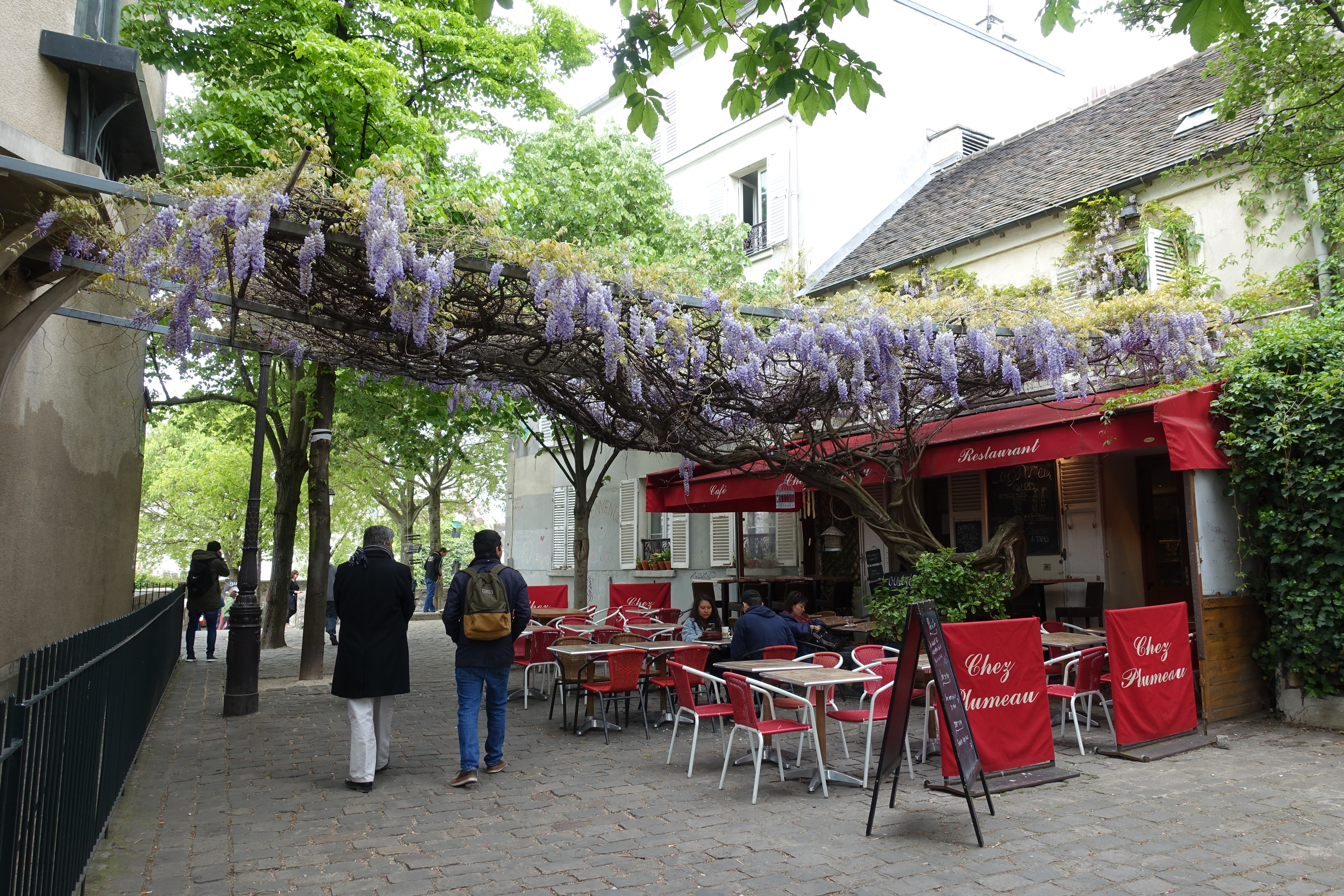
2017, die Glyzinie ist noch da...